# Chris Baillieu
Christopher Latham „Chris” Baillieu (ur. 12 grudnia 1949 w Londynie) – brytyjski wioślarz, srebrny medalista olimpijski i czterokrotne medalista mistrzostw świata.

## Kariera
Kształcił się w Radley College oraz Jesus College University of Cambridge. Czterokrotnie brał udział w The Boat Race, zwyciężając w latach 1970, 1971, 1972 i 1973.
Wystąpił na igrzyskach olimpijskich w Montrealu w 1976, gdzie razem z Michaelem Hartem zdobył srebrny medal w dwójkach podwójnych. W finale o 2,06 sekundy przegrali z osadą Norwegii, a o 2,19 sekundy wyprzedzili dwójkę NRD. Brał też udział w igrzyskach olimpijskich w Moskwie cztery lata później, zajmując czwarte miejsce w tej samej konkurencji. Walkę o medal Brytyjczycy przegrali tam z osadą Czechosłowacji o 2,06 sekundy.
W dwójkach podwójnych zdobył też złoto na mistrzostwach świata w Amsterdamie (1977), srebro na mistrzostwach świata w Cambridge (1978) oraz brąz na mistrzostwach świata w Lucernie (1974) i mistrzostwach świata w Nottingham (1975). Ponadto wywalczył brązowy medal w tej konkurencji na mistrzostwach Europy w Moskwie (1973). 
Odznaczony Orderem Imperium Brytyjskiego.
Po zakończeniu został prawnikiem. Był także działaczem sportowym, między innymi w latach 2001-2008 pełnił funkcję przewodniczącego British Swimming (Brytyjskiego Związku Pływackiego).